# Inativação do cromossomo X
A inativação do cromossomo X é um processo no qual uma das duas cópias do cromossomo X presente em fêmeas de mamíferos é inativada e por tanto tem uma atividade transcricional reduzida. O cromossomo inativado recebe o nome Barr body em inglês por causa do descobridor Murray Barr. A inativação do cromossomo X ocorre para que as fêmeas, que possuem dois cromossomos X, não produzam o dobro de produtos genéticos referentes ao cromossomo X que os machos, os quais possuem somente uma cópia do cromossomo. A inativação acontece nos primeiros estágios embrionários e metade dos cromossomos X inativados são paternais e a outra metade são maternais.  
1. 1 2  Jorde, Lynn B. (2020). Medical genetics 6th edition. Philadelphia: Elsevier. pp. 73–74. ISBN 9780323597371